# Baud (Morbihan)
Baud település Franciaországban, Morbihan megyében. Lakosainak száma 6246 fő (2022. január 1.). Baud Saint-Barthélemy, Guénin, La Chapelle-Neuve, Camors, Pluvigner, Languidic és Quistinic községekkel határos.

## Népesség
A település népességének változása:
| Lakosok száma | 4814 | 4925 | 4658 | 5368 | 6126 | 6230 | 6261 | 6234 | 6242 | 6246 |
|               | 1968 | 1982 | 1990 | 2006 | 2013 | 2015 | 2017 | 2019 | 2020 | 2022 |